# Shamim Sarif
Shamim Sarif, née le 24 septembre 1969 en Angleterre, est une écrivaine, romancière, scénariste, réalisatrice et productrice de cinéma britannique d'origine indienne et sud-africaine, vivant à Londres.

## Biographie
Elle s'est fait connaitre du grand public avec ses deux longs métrages lesbiens The World Unseen et I Can't Think Straight, sortis respectivement en 2007 et 2008. Elle a repris ce dernier sous la forme d'un roman autobiographique À l'évidence (I Can't Think Straight), paru en 2009.

### Vie privée
Shamim Sarif est ouvertement lesbienne et est mariée à la productrice Hanan Kattan.

## Œuvre littéraire
- I Can't Think Straight (Enlightment Press, 2009) Publié en français sous le titre À l'évidence, traduit par Cécile Dumas, Paris, KTM éditions, 2011  (ISBN 978-2-913066-48-9)
- The Athena Protocol (HarperTeen, 2019) Publié en français sous le titre Nous sommes Athena, traduit par Cindy Colin-Kapen, Paris, Le Cherche midi, 2019  (ISBN 978-2-7491-5847-1)

## Filmographie

### Réalisatrice
- 2007 : The World Unseen
- 2008 : I Can't Think Straight
- 2011 : The House of Tomorrow (documentaire)
- 2016 : Despite the Falling Snow
- 2021 : La folie d’une mère : l’histoire vraie de Debora Green (A House on Fire) (téléfilm)
- 2023 : L'une et l'autre (en)

### Scénariste
- 2007 : The World Unseen
- 2008 : I Can't Think Straight
- 2011 : The House of Tomorrow (documentaire)
- 2016 : Despite the Falling Snow
- 2023 : L'une et l'autre (en)

### Productrice
- 2007 : The World Unseen
- 2008 : I Can't Think Straight
- 2011 : The House of Tomorrow (documentaire)
- 2016 : Despite the Falling Snow
- 2023 : L'une et l'autre (en)

### Actrice
- 2008 : I Can't Think Straight : la seconde admiratrice recevant une dédicace